# Socha svatého Jana Nepomuckého (Mimoň)
+Socha svatého Jana Nepomuckého v Mimoni je barokní pískovcová socha sv. Jana Nepomuckého ve IV. městské části města Mimoň v okrese Česká Lípa. Socha je od 20. ledna 1965 památkově chráněna.

## Historie

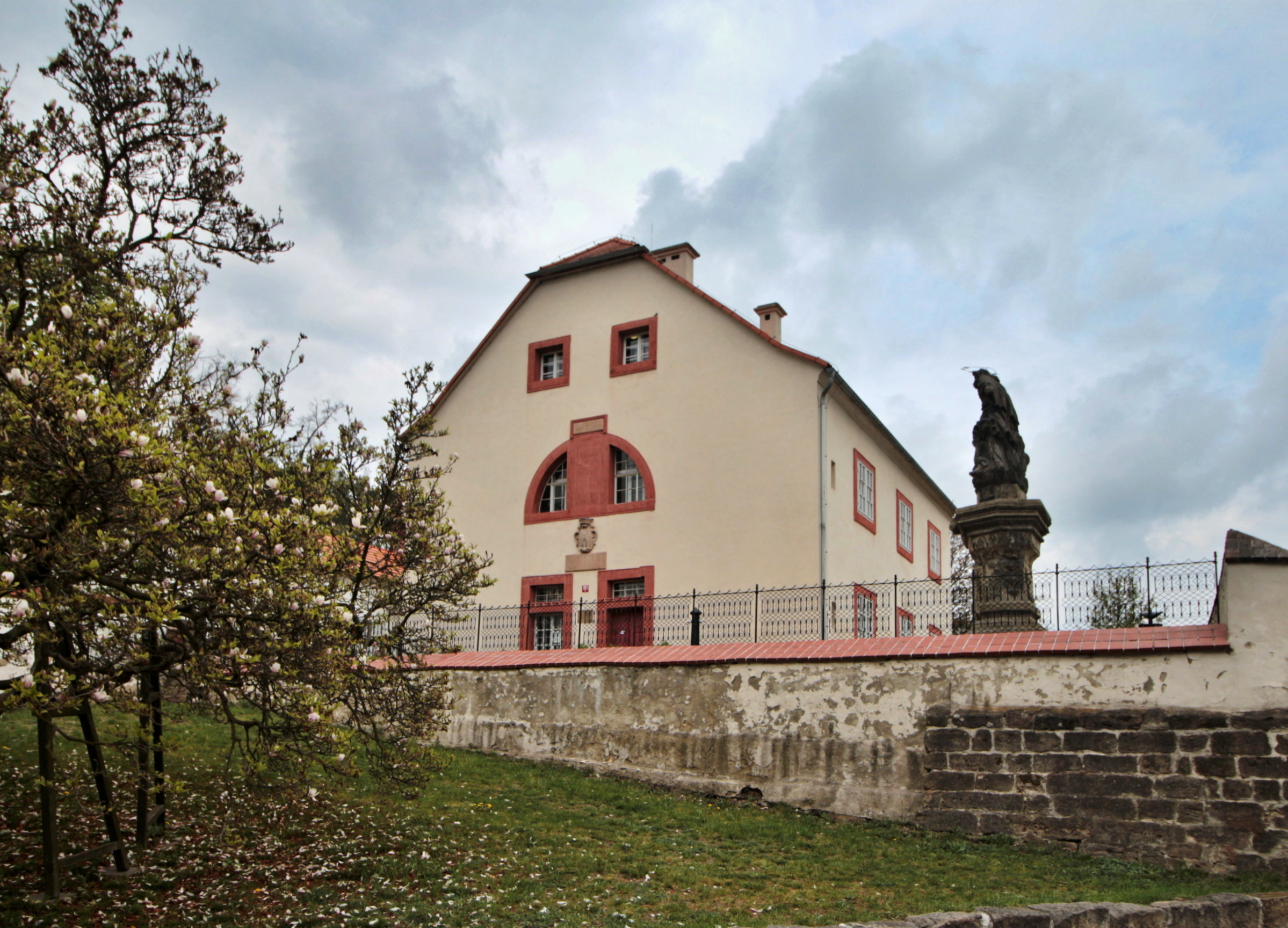
Umístění sochy před vpravo před vstupem do budovy špitálu-muzea

Sochu nechal roku 1749 zhotovit tehdejší mimoňský starosta Franz Kirschner. Původně byla umístěna po levé straně silničního mostu přes Panenský potok vedoucího z centra Mimoně do Jablonného v Podještědí. Roku 1775 byly při veliké vodě poškozeny její základy a k jejímu znovuosazení došlo o rok později. 
Na základě rozhodnutí z roku 1992 byla přemístěna do prostoru před domem čp. 119 na levém břehu Panenského potoka přes ulici naproti vstupu do areálu Božího hrobu. 
V souvislosti s opravami mostu a opěrné zdi nábřeží byla na podzim roku 2004 rozebrána a provizorně uložena v areálu Božího hrobu těsně u jeho ohradní zdi, po ukončení prací se však na své druhotné místo nevrátila a předpokládalo se budoucí umístění na místo před ohradní zdí areálu Božího hrobu, vpravo od vstupní brány. Pískovcová socha sv. Jana Nepomuckého je v současné době umístěna před vstupem do budovy Mimoňského špitálu (dnešního Městského muzea Mimoň). 
Poznámka: v MonumNetu umístění ani parcelní číslo nebyly neuvedeny. MonumNet sochu řadil do části Mimoň III, Památkový katalog ji lokalizuje do části Mimoň IV.